# Helmholtz-Institut Ulm
Das Helmholtz-Institut Ulm (HIU) ist ein 2011 gegründetes Forschungsinstitut des KIT in Ulm zur Erforschung und Entwicklung von elektrochemischen Energiespeichern.

## Gründung und Aufbau
Das Institut wurde im Januar 2011 gegründet als „National Center of Excellence“ für anwendungsorientierte Grundlagenforschung im Batteriebereich, es gehört zur Helmholtz-Gemeinschaft. Es wurde gemeinsam gegründet vom Karlsruher Institut für Technologie (KIT) und der Universität Ulm, zusammen mit zwei weiteren, assoziierten Partnern, dem Deutschen Zentrum für Luft- und Raumfahrt (DLR) in Stuttgart, ebenfalls Mitglied der Helmholtz-Gemeinschaft, sowie dem Zentrum für Sonnenenergie- und Wasserstoff-Forschung Baden-Württemberg (ZSW) in Ulm. Träger ist das Karlsruher Institut für Technologie (KIT). 2021 hatte das HIU 149 Mitarbeitende.
Das im Oktober 2014 eingeweihte neue Institutsgebäude befindet sich auf dem Campus der Universität Ulm und bietet Platz für rund 120 Mitarbeiter. Von Januar 2014 bis Dezember 2022 leitete Stefano Passerini, Professor des KIT, eine große Forschungsgruppe im HIU. Von Oktober 2014 bis Dezember 2022 führte er das HIU als Direktor oder Vizedirektor.

## Forschung
Das HIU bearbeitet grundlegende Fragestellungen elektrochemischer Speicher und entwickelt neue Materialien und Zellkonzepte. Ziel des HIU ist es, elektrochemische Energiespeicher der nächsten und übernächsten Generation zu entwickeln, also Speicher, die mehr Energie speichern und leistungsfähiger, leichter, langlebiger, sicherer und kostengünstiger sind als herkömmliche Systeme. Batterien dieser Art sind beispielsweise als Speicher für tragbare elektrische Geräte oder für Elektrofahrzeuge gesucht. Zudem tragen sie zur Lösung des Problems der schwankenden Verfügbarkeit von erneuerbaren Energieträgern bei.
Um die genannten Ziele zu erreichen, konzentriert das HIU unter seinem Dach das Fachwissen von vier führenden Forschungsorganisationen. Mit den Kompetenzen der Partner deckt es nahezu alle Felder in der Batterieforschung ab.
Das KIT gilt als führend in der Entwicklung neuer Speicherkonzepte und der Synthese und Untersuchung der dazu notwendigen Speichermaterialien und Elektrolyte. Es besitzt zudem Expertise und modernste Methoden zur strukturellen, chemischen und elektrochemischen Charakterisierung von Materialien und Zellen sowie bei übergeordneten Systemanalysen. Der Schwerpunkt der Gruppen aus der Universität Ulm liegt auf der Untersuchung elektrochemischer Grundlagen und der Modellierung elementarer Prozesse an Elektrodenoberflächen sowie im Materialinneren. Das ZSW forscht seit Jahrzehnten erfolgreich und anwendungsorientiert an Batteriematerialien, entwickelt neue Zellen und testet in Kooperation mit der Industrie die Alltagstauglichkeit von Batterien. Das DLR verfügt über Kompetenz in der Entwicklung neuer Speichermaterialien, in der Entwicklung und Anwendung mathematischer Modelle und Simulationen auf der Größenskala ganzer Batteriezellen, sowie in der Systementwicklung.
Das HIU verbindet Grundlagenforschung mit Anwendungsorientierung. Neben der Forschung zählen in Zusammenarbeit mit den Universitäten Ulm und Karlsruhe Lehre und Nachwuchsförderung zu den Aufgaben des HIU.

## Gebäude

Außenansicht des Helmholtz-Instituts Ulm

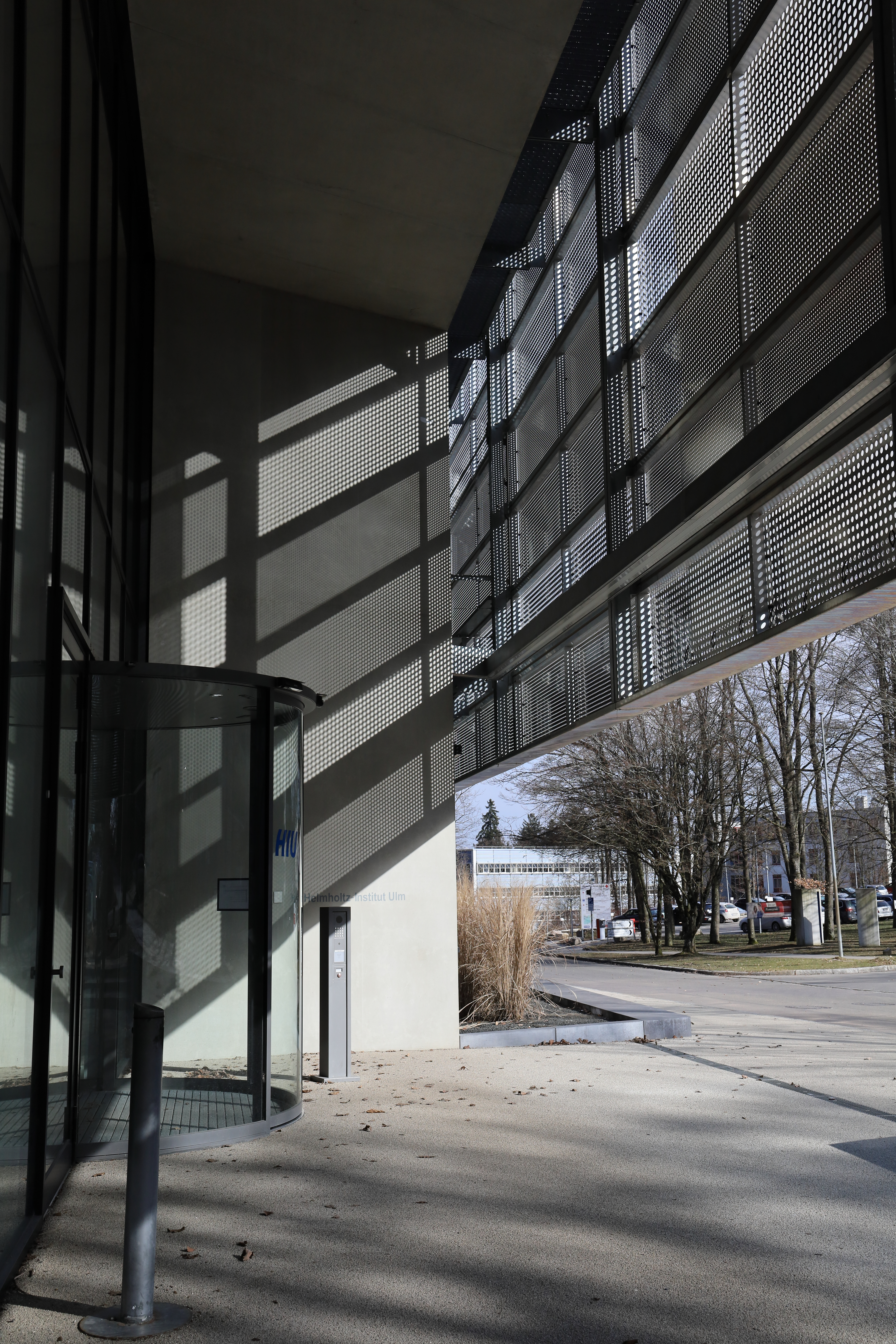
Eingangsbereich mit den charakteristischen Lochblechelementen

Der vom Architekturbüro Nickl & Partner Architekten AG geplante und im Oktober 2014 nach zwei Jahren Bauzeit eröffnete Neubau des HIU wurde im Wettbewerb 2015 mit dem „best 16 architects“ Award in der Kategorie Bildungsbauten prämiert.
Das Gebäude des HIU bietet mit seinen drei Stockwerken und einer kompletten Unterkellerung auf 2400 Quadratmetern Platz für rund 120 Mitarbeiter. Der Forschungsbau gliedert sich klar in die verschiedenen Nutzungsbereiche – innen an den Lichthof schließen sich Chemie- und Physiklabore an und an den Außenseiten befinden sich die Büroräume. Im Untergeschoss gibt es zusätzliche Sonder- und Speziallabore, die entweder über Oberlichtwände oder einen vorgelagerten Lichtgraben natürlich belichtet werden. Architektonisch charakteristisch ist die Fassade des Baus, welche aus Lochblechelementen besteht, die durch verschieden große Lochungen optische Muster bilden. Die Elemente lassen sich vor den Bürofenstern hochfalten und so als Sonnen- und Blendschutz nutzen.